# Престон (Нью-Йорк)
Престон (англ. Preston) — місто (англ. town) в США, в окрузі Ченанго штату Нью-Йорк. Населення — 895 осіб (2020).

## Демографія
Згідно з переписом 2010 року, у місті мешкали 1044 особи в 419 домогосподарствах у складі 291 родини. Було 529 помешкань
Расовий склад населення:
| - 97,7 % — білих - 0,8 % — чорних або афроамериканців - 0,4 % — азіатів - 0,2 % — корінних американців |

До двох чи більше рас належало 1,0 %. Частка іспаномовних становила 1,0 % від усіх жителів.
За віковим діапазоном населення розподілялося таким чином: 21,9 % — особи молодші 18 років, 62,6 % — особи у віці 18—64 років, 15,5 % — особи у віці 65 років та старші. Медіана віку мешканця становила 44,3 року. На 100 осіб жіночої статі у місті припадало 114,4 чоловіків;  на 100 жінок у віці від 18 років та старших — 113,9 чоловіків також старших 18 років.
Середній дохід на одне домашнє господарство  становив 58 972 долари США (медіана — 51 587), а середній дохід на одну сім'ю — 62 725 доларів (медіана — 53 295). Медіана доходів становила 46 250 доларів для чоловіків та 35 000 доларів для жінок. За межею бідності перебувало 9,6 % осіб, у тому числі 10,8 % дітей у віці до 18 років та 4,9 % осіб у віці 65 років та старших.
Цивільне працевлаштоване населення становило 498 осіб. Основні галузі зайнятості: освіта, охорона здоров'я та соціальна допомога — 22,3 %, будівництво — 12,4 %, виробництво — 11,8 %.